# Echandens
Echandens es una comuna suiza del cantón de Vaud, situada en el distrito de Morges. Limita al noreste con la comuna de Bussigny-près-Lausanne, al este con Ecublens, al sur con Denges, al suroeste con Lonay, y al noroeste con Bremblens.
Hasta el 31 de diciembre de 2007 la comuna formó parte del distrito de Morges, círculo de Ecublens.

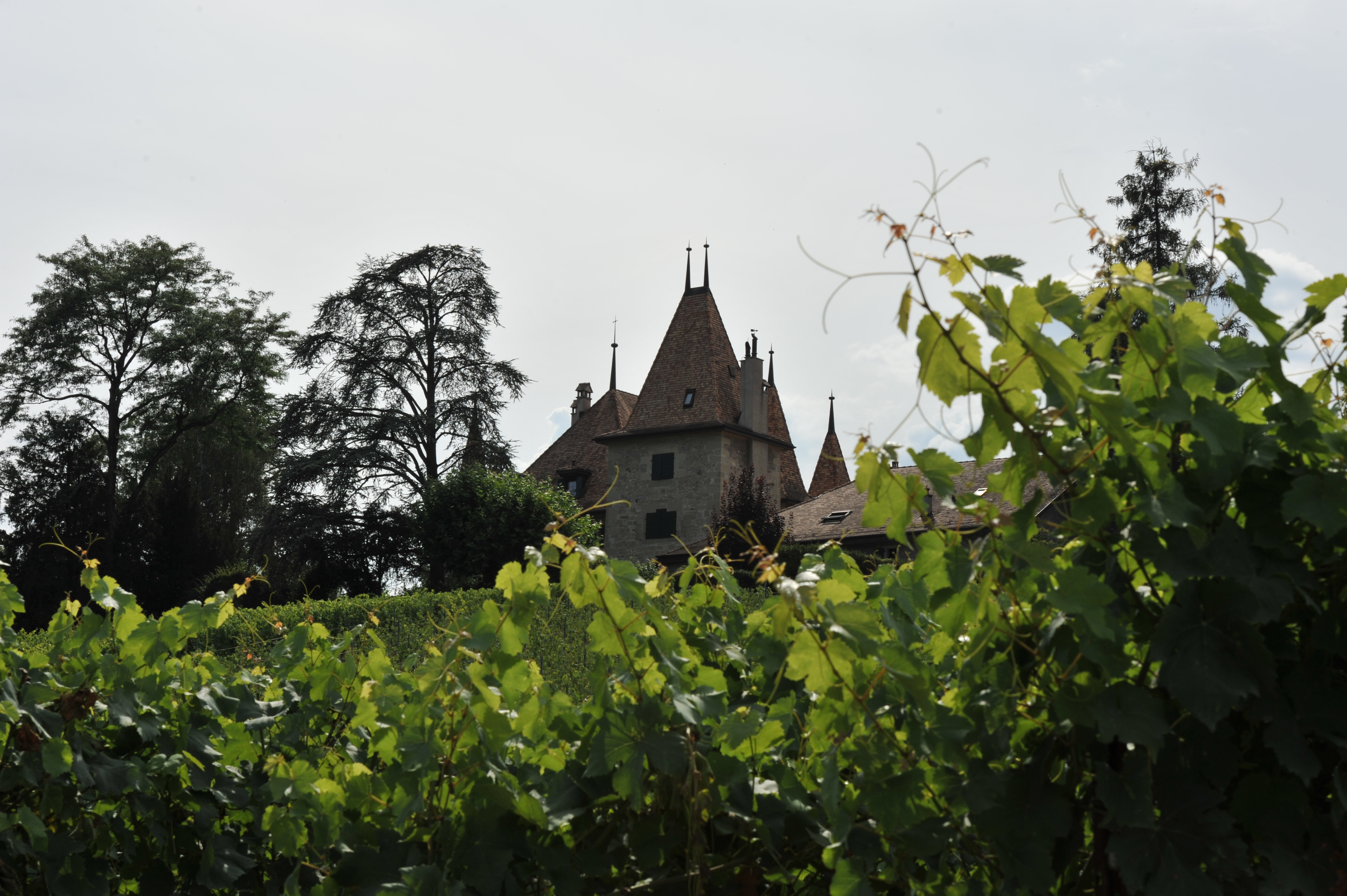
Castillo de Echandens.

## Transportes
Ferrocarril
Cuenta con una estación ferroviaria en la que efectúan parada trenes de cercanías de la red 'RER Vaud'.